# Одегов, Эдуард Николаевич
Эдуа́рд Никола́евич Оде́гов (род. 23 октября 1976 года, Кирово-Чепецк, Кировская область, РСФСР, СССР) — российский хоккеист.

## Биография
Родился в 1976 году в Кирово-Чепецке. Воспитанник ДЮСШ местного хоккейного клуба «Олимпия». С 1993 года играл в российских клубах младших российских лиг — тюменских «Колосе» и «Рубине-2», новоуральском «Кедре» и кирово-чепецкой «Олимпии».
В сезоне 2001/2002 играл в составе клуба «Витебск», выступавшего в чемпионате Белоруссии и в чемпионате ВЕХЛ.
Закончил игровую карьеру в сезоне 2003/2004 в «Соколе» из Новочебоксарска.